# Helcogramma alkamr
 Helcogramma alkamr és una espècie de peix de la família dels tripterígids i de l'ordre dels perciformes.

## Morfologia
- Els mascles poden assolir 3,2 cm de longitud total.
- Nombre de vèrtebres: 35-36.[3][4]

## Hàbitat
És un peix marí de clima tropical i associat als esculls de corall que viu fins als 20 m de fondària.

## Distribució geogràfica
Es troba des de Zanzíbar fins a les Seychelles.